# Solanum athenae
Solanum athenae är en potatisväxtart som beskrevs av Symon. Solanum athenae ingår i släktet skattor som ingår i familjen potatisväxter. Inga underarter finns listade i Catalogue of Life.